# Tsvetanka Hristova
Tsvetanka Hristova, née le 14 mars 1962, morte le 14 novembre 2008, était une athlète bulgare spécialiste du lancer du disque. En 1982, elle devint championne d'Europe, âgée de seulement 20 ans et dix ans plus tard, elle remporta l'argent aux Jeux olympiques de Barcelone. Un an auparavant, elle était devenue championne du monde. Elle concourut encore en 2004 et participa aux Jeux olympiques d'Athènes.

## Palmarès

### Jeux olympiques
- Jeux olympiques de 1988 à Séoul ( Corée du Sud) 
  -  Médaille de bronze au lancer du disque
- Jeux olympiques de 1992 à Barcelone ( Espagne) 
  -  Médaille d'argent au lancer du disque
- Jeux olympiques de 2004 à Athènes ( Grèce) 
  - 21e au lancer du disque

### Championnats du monde d'athlétisme
- Championnats du monde d'athlétisme de 1987 à Rome ( Italie)
  -  Médaille de bronze au lancer du disque
- Championnats du monde d'athlétisme de 1991 à Tokyo ( Japon)
  -  Médaille d'or au lancer du disque

### Championnats d'Europe d'athlétisme
- Championnats d'Europe d'athlétisme de 1982 à Athènes ( Grèce)
  -  Médaille d'or au lancer du disque
- Championnats d'Europe d'athlétisme de 1986 à Stuttgart ( Allemagne de l'Ouest)
  -  Médaille d'argent au lancer du disque